# Хобарт, Джон, 1-й граф Бакингемшир
Джон Хобарт, 1-й граф Бакингемшир (англ. John Hobart, 1st Earl of Buckinghamshire; 11 октября 1693 — 22 сентября 1756) — британский аристократ и политик, носил титулы барона Хобарт (с 1728 года) и графа Бакингемшир (с 1746 года).

## Биография
Джон Хобарт был единственным сыном из четырёх детей в семье сэра Генри Хобарта, 4-го баронета и его супруги Элизабет Мейнард. В 1698 году, когда ему было 5 лет, наследовал своему отцу в качестве баронета, а спустя три года, в 1701 году, скончалась его мать.
Получил образование в Клэр-колледже, одном из колледжей Кембриджского университета. После окончания колледжа Джон Хобарт был избран в парламент Великобритании, членом которого он был в течение 13 лет. Как и его отец, он был назначен вице-адмиралом Норфолка, пост которого занимал до самой смерти.
В 1728 году в честь коронации короля Георга II Джон получил титул барона Хобарт, который был создан для него. За год до этого, в 1727 году он был назначен Казначеем Палаты, должность которого занимал до 1744 года. В декабре 1739 года он получил должность лорда-лейтенанта Норфолка, который носил до своей смерти.
В 1744 году стал капитаном почётного отряда благородных пенсионеров.
В 1746 году Джон был возведён в графы, получив титул графа Бакингемшир.
Скончался 22 сентября 1756 года в возрасте 62 лет.

## Семья
- Джон Хобарт (17 августа 1723 — 3 августа 1793) — старший сын от первого брака с Джудит Бритифф, наследовал отцу в качестве графа Бакингемшира, лорд-лейтенант Ирландии (7 декабря 1776 — 19 ноября 1780);
- Джордж Хобарт (8 сентября 1731 — 14 ноября 1804) — сын от второго брака с Элизабет Бристоу, наследовал старшему брату Джону, как граф Бакингемшир.
- Генри Хобарт (1738—1799) — младший сын от второго брака с Элизабет Бристоу, депутат Палаты общин.